# Église Saint-Pierre-et-Saint-Paul de Gamaches
Pour les articles homonymes, voir Église Saint-Pierre-et-Saint-Paul.
L'église Saint-Pierre et Saint-Paul de Gamaches est une église catholique située à Gamaches, dans le département de la Somme, en France.

## Historique
L'église de Gamaches est édifiée au XIIIe siècle : c'est, à l'époque, l'église d'un ancien prieuré, aujourd'hui disparu. Dévastée par les troupes du duc de Bourgogne, Charles le Téméraire, elle est restaurée au XVIe siècle puis au XIXe siècle. C'est à cette dernière époque qu'on édifie la façade occidentale actuelle.
À partir de la seconde moitié du XIXe siècle, l'édifice connaît plusieurs campagnes de restauration.
L'église de Gamaches est protégée en tant que monument historique : classement de 1862.

## Caractéristiques

### Extérieur
L'église de Gamaches de style gothique et gothique flamboyant a été construite en pierre selon un plan basilical traditionnel avec nef à bas-côtés, transept et chœur à chevet plat. Le clocher a été construit au XVIe siècle à l'extrémité du bras nord du transept. Il s'ouvre à la base sur un porche formé de portes géminées en anse de panier surmontée d'une grande baie de style gothique flamboyant.

### Intérieur
L'édifice mesure 42 m de long sur large de 16, en œuvre. La nef de 4 travées est longue de 24 m et large de 7, chaque collatéral est large de 3 m, le chœur de quatre travées mesure 18 m de long.
La nef n'est pas voûtée et on y rencontre des arcs en plein cintre et des arcs brisés. Le chœur est voûté d'ogives.

#### Œuvres d'art et mobilier
L'église conserve des oeuvres d'art et du mobilier protégés en tant que monuments historiques : 
- fonts baptismaux et un calvaire du XVIe siècle, un mobilier de chœur du XVIIIe siècle provenant de l'abbaye du Lieu-Dieu[1] ;
- un groupe sculpté en bois représentant une Vierge de Pitié (XVIe siècle)[5] ;
- un groupe sculpté en bois représentant saint Nicolas avec un enfant sortant du saloir (XVIe siècle)[6] ;
- une statue en bois de sainte Catherine (XVIe siècle)[7] ;
- une statue en bois de sainte Marguerite (XVIe siècle)[8] ;
- une statue en bois de saint-François d'Assise (XVIIe siècle)[9] ;
- des stalles du XVIIIe siècle[10] ;
- un tableau (huile sur toile 2,20 x 1 m) représentant saint Norbert et la profanation d'une hostie (XVIIIe siècle), provenant de l'abbaye Notre-Dame de Séry[11] ;
- trois statues en bois de saint Louis, saint Jean-Baptiste et d'un saint évêque bénissant, œuvre de Louis Duthoit (XIXe siècle)[12] ;
- une gloire en bois (XIXe siècle)[13] ;
- une statue en pierre de la Vierge aux bras étendus œuvre de Rocère (XIXe – XXe siècles)[14] ;
- un chemin de croix en pierre d'André Réal del Sarte (XXe siècle)[5] ;
- statue de saint Paul ;
- une statue en pierre de saint Fiacre[15].

#### Orgue de tribune
L'église est dotée d'un orgue de tribune depuis le XVIIIe siècle. Au XIXe siècle, l'instrument fut modifié, puis reconstruit en 1950 par le facteur amiénois Van den Brande. En 1988, il a été relevé par Jean-Marc Cicchero.
- Composition de l'orgue :

| I. Grand-Orgue | II. Récit expressif | III. Pédale                                                          |
| --- | --- | -------------------------------------------------------------------- |
| Bourdon 16 Montre 8 Bourdon 8 Prestant 4 Flûte 4 Quinte 2 2/3 Doublette 2 Fourniture II rangs Trompette 8 Clairon 4 | Récit expressif (commence au ré 2) Bourdon 8 Salicional 8 (doux) Voix-céleste 8 Flûte 4 Octavin 2 (flûte) Sesquilatera II rangs Hautbois 8 Cromorne 8 (grosse taille) | Pédale Soubasse 16 Bourdon 8 Flûte 4 (extension) Flûte 2 (extension) |

### Cloches
Le clocher renferme trois cloches :
- la plus grosse fondue en 1781, par Noël Etienne et François Girard de Beauvais, mesure 1,15 m de diamètre ;
- la moyenne mesure 0,39 m de diamètre a été fondue en 1615 ;
- la troisième cloche, légèrement plus petite que la précédente semble issue du même atelier[18].